# Ischke Senekal
Ischke Senekal (* 8. Januar 1993) ist eine südafrikanische Leichtathletin, die im Kugelstoßen sowie im Diskuswurf an den Start geht.

## Sportliche Laufbahn
Erste internationale Erfahrungen sammelte Ischke Senekal bei den Juniorenafrikameisterschaften 2011 in Gaborone, bei denen sie mit 49,90 m die Goldmedaille im Diskuswurf gewann und im Kugelstoßen mit 12,53 m den vierten Platz belegte. 2012 nahm sie mit dem Diskus an den Juniorenweltmeisterschaften in Barcelona teil und schied dort mit 45,33 m in der Qualifikation aus. 2015 nahm sie erstmals an der Sommer-Universiade in Gwangju teil und erreichte dort mit 50,53 m Rang zwölf. Anschließend gewann sie bei den Afrikaspielen in Brazzaville mit 50,53 m die Silbermedaille hinter der Nigerianerin Claire Uke und wurde mit der Kugel mit einer Weite von 13,64 m Fünfte. 2016 belegte sie bei den Afrikameisterschaften in Durban mit 15,07 m bzw. 50,16 m jeweils den fünften Platz. 2017 schied sie bei den Studentenweltspielen in Taipeh mit 14,86 m in der Qualifikation aus und erreichte mit dem Diskus mit 52,87 m im Finale den zehnten Platz. 2018 siegte sie bei den Afrikameisterschaften in Asaba mit 17,24 m im Kugelstoßen und gewann mit 53,82 m die Bronzemedaille mit dem Diskus hinter den Nigerianerinnen Chioma Onyekwere und Chinwe Okoro. Anschließend wurde sie beim Continental-Cup in Ostrava mit 17,10 m Vierte im Kugelstoßen sowie mit 50,21 m Achte im Diskuswurf.
2019 nahm Senekal erneut an den Afrikaspielen in Rabat teil und gewann dort im Kugelstoßen mit 16,18 m die Silbermedaille hinter der Nigerianerin Oyesade  Olatoye. Zudem gewann sie mit dem Diskus mit 53,95 m die Bronzemedaille hinter Onyekwere und ihrer Landsfrau Yolandi Stander. 2022 verteidigte sie bei den Afrikameisterschaften in Port Louis mit 16,40 m ihren Titel im Kugelstoßen. Anschließend schied sie bei den Weltmeisterschaften in Eugene mit 15,40 m in der Qualifikationsrunde aus. Im Jahr darauf verpasste sie bei den Weltmeisterschaften in Budapest mit 16,20 m den Finaleinzug. 2024 gelangte sie bei den Afrikaspielen in Accra mit 51,32 m auf den achten Platz im Diskuswurf und sicherte sich mit der Kugel mit 16,38 m die Bronzemedaille hinter ihrer Landsfrau Ashley Erasmus und Oyesade Olatoye aus Nigeria.
Von 2015 bis 2019 sowie wurde Senekal südafrikanische Meisterin im Diskuswurf und im Kugelstoßen und 2022 ausschließlich im Kugelstoßen.

## Persönliche Bestleistungen
- Kugelstoßen: 17,56 m, 28. April 2018 in Sasolburg
- Diskuswurf: 56,86 m, 16. April 2016 in Stellenbosch